# Šilopaj
Šilopaj (en serbe cyrillique : Шилопај) est un village de Serbie situé dans la municipalité de Gornji Milanovac, district de Moravica. Au recensement de 2011, il comptait 85 habitants.
Šilopaj est situé au nord-nord-ouest de Takovo et de Gornji Milanovac. Le village est connu pour son église construite entre la Première et la Seconde Guerre mondiale.

## Démographie

### Évolution historique de la population
| 1948 | 1953 | 1961 | 1971 | 1981 | 1991 | 2002 | 2011 |
| ---- | ---- | ---- | ---- | ---- | ---- | ---- | ---- |
| 505  | 496  | 444  | 368  | 294  | 203  | 135  | 85   |

|  |